# Roberto Kozak
Roberto Kozak (ur. 14 maja 1942, zm. we wrześniu 2015) – argentyński dyplomata ukraińskiego pochodzenia, z wykształcenia inżynier. Nazywany „chilijskim Oskarem Schindlerem”.

## Życiorys
Urodził się 14 maja 1942 w północno-wschodniej Argentynie jako jedno z dwanaściorga dzieci. Pochodził z rodziny o ukraińskich korzeniach (rodzina ojca wyemigrowała w latach 80. XIX wieku, matka urodziła się w Buenos Aires). Jako dziecko przeniósł się z rodziną na robotnicze przedmieścia Buenos Aires, gdzie ojciec pracował dorywczo.
Od 1952 dorabiał po szkole w księgarni, której właściciel pozwalał mu czytać książki. Dzięki dostępowi do nich zainteresował się inżynierią, mechaniką i polityką międzynarodową. Po ukończeniu szkoły podjął studia na wydziale inżynierii Uniwersytetu Buenos Aires. Po studiach pracował w zawodzie, ale często zmieniał pracę.
W 1968 r. podjął pracę w argentyńskim biurze Międzyrządowego Komitetu ds. Migracji Europejskiej. Po dwóch latach pracy przeszedł kurs dla dyplomatów w Niemczech Zachodnich, a potem kurs języka angielskiego w Londynie. Od 1971 do 1973 r. pracował w głównej siedzibie Komitetu w Genewie, opracowując programy migracyjne dla Ameryki Łacińskiej.
W maju 1972 roku przeniósł się do biura organizacji w Chile. Po puczu wojskowym z 11 września 1973 r. w Chile zaczęły się masowe aresztowania przeciwników nowych władz. W latach 1973–1978 aresztowano 70 tys. ludzi, z czego 30 tys. poddano torturom, a 3500 zamordowano.
Zaraz po przewrocie Kozak postanowił pomagać prześladowanym. Nawiązał kontakty z dyplomatami sprzyjającymi opozycji (m.in. Haraldem Edelstamem) oraz z organizacjami broniącymi praw człowieka. Kozak szukał aresztowanych w obozach odosobnienia, nawiązywał kontakty towarzyskie z ważnymi urzędnikami państwowymi (wojskowymi, politykami, oficerami służb), u których zabiegał potem o uwolnienie więźniów, zdobywał wizy we współpracujących z nim ambasadach, dawał schronienie lub ukrywał w swoim biurze lub domu oraz transportował na lotnisko. Ponadto przekonywał wysoko postawionych działaczy, jak bardzo złą prasę ma Chile z powodu masowych prześladowań opozycji i przekonywał do uwalniania przynajmniej niewielkich grup więźniów politycznych. Jedną z osób, które udało mu się uwolnić i wywieźć z kraju była matka późniejszej prezydent Chile, Michelle Bachelet. Amerykańska dyplomacja szacowała, że każdego miesiąca Kozak umożliwiał ucieczkę z kraju 400–600 osób, a łącznie pomógł uciec z kraju 25–35 tysiącom więźniów politycznych. Nazywany jest z tego powodu „chilijskim Oskarem Schindlerem”.
W 1979 r. Kozak wrócił do Genewy, gdzie objął szefostwo oddziału ICEM ds. migracji w Ameryce Łacińskiej. W 1984 r. powrócił do Chile i zaczął pomagać w powrocie do kraju tym, którzy wyemigrowali w okresie prześladowań. 31 grudnia 1986 r. został zatrzymany i był przesłuchiwany, po tym jak marksistowska partyzantka zorganizowała zamach na Pinocheta. Ponownie opuścił Chile po upadku dyktatury, w 1991 r. Wyjechał do Moskwy, gdzie założył oddział Międzynarodowej Organizacji ds. Migracji. W 1994 r. ponownie osiadł w Genewie jako członek kierownictwa IOM. W 2004 r. przeszedł na emeryturę i zamieszkał w Chile.
Zmarł we wrześniu 2015 r. z powodu choroby nowotworowej, na którą chorował przez ostatnie dziesięć lat życia.

## Odznaczenia
- Krzyż Wielki Orderu Bernardo O’Higginsa[4] (1992)[1]
- Medal Dwustulecia Chile (2011)[5]
- obywatelstwo Chile (2015)[1]

## Życie prywatne
W 1963 r. ożenił się z Elsą Beatriz, pochodzącą z rodziny polskich imigrantów. Para miała syna Sergio, ale doszło do rozwodu, gdy dziecko miało dwa lata. W 1976 r. Kozak poznał drugą żonę, Silvię, z którą miał dwoje dzieci: Nikolaia i Nathalie.